# Бесстыдники (телесериал, Россия)
«Бессты́дники» — российский комедийно-драматический телесериал. Является адаптацией одноимённого британского сериала. Премьера телесериала состоялась на канале НТВ 24 сентября 2017 года. Новые серии выходили в эфир по воскресеньям в 23:00. Новый сезон не ожидается.

## Сюжет
Действие сериала разворачивается в подмосковном Мамоново. Гоша Груздев — ленивый отец-одиночка, проживающий вместе со своей семьёй в доме, который давно не видел капитального ремонта. Герой давно забросил себя и совсем не заботится о своих многочисленных (пятеро) детях, поэтому за ведение хозяйства и воспитание младших братьев и сестёр взялась его старшая дочь Катя. Герои пройдут через множество комичных ситуаций, которые многократно докажут, что нет ничего важнее семьи.

## В главных ролях семья Груздевых
- Алексей Шевченков — Гоша Груздев
- Виктория Заболотная — Катя Груздева, старшая дочь
- Константин Давыдов — Фил Груздев, старший сын
- Эльдар Калимулин — Юрец Груздев, средний сын
- Кира Флейшер — Кристина Груздева, младшая дочь
- Арсений Перель — Витёк Груздев, младший сын

## В ролях
- Андрей Чадов — Ден / Евгений, парень Кати, муж Агнии
- Пётр Кислов — Дрон, парень Оксаны, бармен в кафе «Встреча», снимает комнату у Груздевых
- Елизавета Мартинес Карденас — Оксана, девушка Дрона, снимает комнату у Груздевых
- Татьяна Сомова — Галя, сестра Оксаны, медсестра
- Яна Енжаева — Юля, подруга Фила
- Галина Петрова — Элла Сундукова, мама Юли, сидит дома из-за агорафобии
- Андрей Лебедев — Леонид Сундуков, отец Юли
- Кристина Кучеренко — Марина Кандыбина, одноклассница Юрца
- Сергей Иванюк — Тоша, полицейский, друг Кати, влюблен в нее
- Елена Муравьёва — хозяйка магазина «Полесье», сбежала с деньгами мужа, беременна от Юрца
- Алиса Лозовская — Соня, сектантка
- Александр Мельников — Назар, парень Сони
- Екатерина Кабак — Агния, жена Дэна
- Наталья Беляева — Жанна, мама Марины
- Полина Ганшина — Люся, мать Груздевых
- Дмитрий Белоцерковский — Родик, бывший муж Юли, любовник Эллы
- Лилия Лаврова — Катя, медсестра
- Ангелина Притуманова — Тамила
- Светлана Костюкова — Валя
- Михаил Занадворов — Кондрат, посетитель кафе «Встреча»
- Александр Волков — браток
- Руслан Банковский — Бронислав
- Максим Дромашко — следователь
- Наталия Гаранина — актриса
- Микаэлла Дель — Алёна, байкерша
- Марианна Овчинникова — Ольга
- Валерия Жидкова — Жасмин
- Алёна Спивак — Инесса
- Анна Букловская — Инга Борисовна, мать Дена, любовница Юрца
- Мария Букнис — мать Антона
- Сергей Тишин — охранник
- Алла Лавлинская — Куракина
- Виктор Маркин — капитан
- Фёдор Рощин — Мишаня
- Мария Дубина — соседка по палате
- Сергей Копылов — юрист
- Дмитрий Архангельский — Егор
- Александр Сергеев — техник
- Виталина Гусак — медсестра
- Андрей Вальвач — Коля
- Валерия Яковлева — мама
- Екатерина Шмакова — проститутка
- Елена Ветрова — врач-гинеколог

## Съемочная группа
- Режиссёры-постановщики: Антон Маслов, Артур Меер
- Операторы-постановщики: Вячеслав Сотников, Дмитрий Грибанов, Артур Разаков
- Генеральные продюсеры: Эдуард Илоян, Денис Жалинский, Виталий Шляппо, Алексей Троцюк
- Композиторы: Алексей Массалитинов, Денис Воронцов

## Эпизоды
Съемки фильма проходили преимущественно в подмосковном городе Щелково, в основном в так называемом районе Дальний Воронок (по названию железнодорожной платформы Воронок и одноименного ручья). Некоторые сцены сняты в Москве.